# Gendün Gjamccho
Gendün Gjamccho (1475 – 1542) byl 2. tibetským dalajlamou.
Podle legendy se brzy po narození naučil mluvit a prohlásil, že je inkarnací Pemy Dordžeho (rodové jméno 1. dalajlamy). Ve čtyřech letech údajně řekl svým rodičům, že by si přál žít v klášteře s mnichy. Stal se známým učencem a autorem mystické poezie. Hodně cestoval a rozšířil tím vliv své školy gelugpy na větší území. Stal se opatem kláštera Däpung, který byl od té doby úzce spjat s institucí dalajlamů.